# WTA-toernooi van Guadalajara
Het WTA-toernooi van Guadalajara is een jaarlijks terugkerend tennistoernooi voor vrouwen dat wordt georganiseerd in Zapopan, een voorstad van de Mexicaanse stad Guadalajara. De officiële naam van het toernooi was Abierto Zapopan tot en met voorjaar 2022. Sinds najaar 2023 heet het Guadalajara Open Akron.
De WTA organiseert het toernooi, dat in de categorie "WTA 250" viel en wordt gespeeld op hardcourtbanen.
Het toernooi vond in 2019 voor het eerst plaats, toen nog in de categorie "Challenger". In 2020 werd het overgeslagen, wegens de coronapandemie.
In 2022 vonden in Guadalajara twee toernooien plaats: in februari het reguliere toernooi in categorie "WTA 250" en in oktober een ingelast toernooi in categorie "WTA 1000", ter compensatie van de toernooien die in China niet werden gespeeld.
In 2023 werd het WTA 250-toernooi vervangen door het WTA-toernooi van Mérida. Het WTA 1000-toernooi werd voortgezet.
In 2024 kwam er toch een vervanger voor het lager geklasseerde toernooi, nu in de categorie WTA 125. Het WTA 1000-toernooi werd gedegradeerd naar niveau WTA 500.

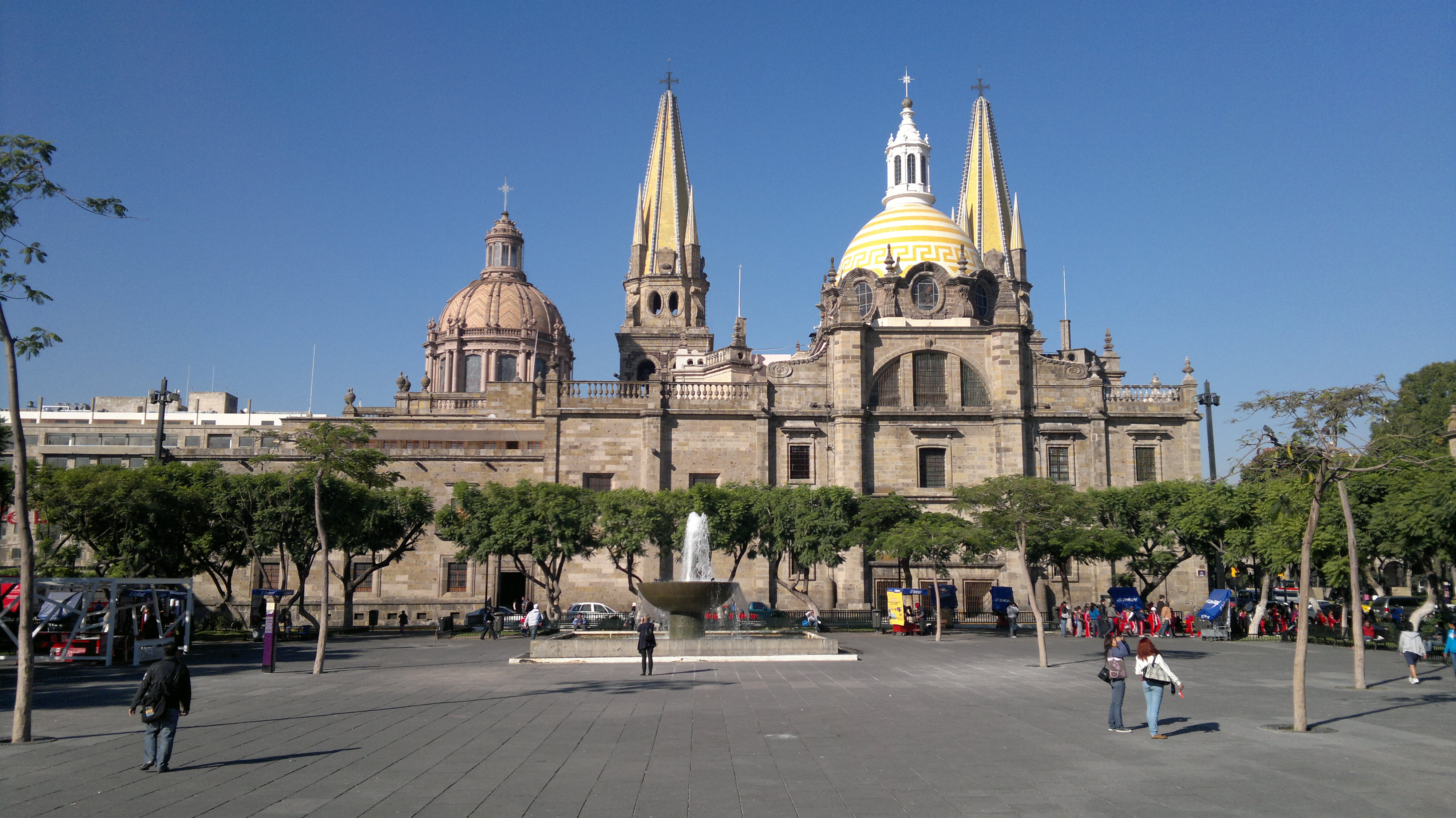
Guadalajara

## Finales

### Enkelspel
| Datum      | Naam                                 | Cat.                                 | ($)                                  | Ondergrond                           | Winnares                             | Verliezend finaliste                 | Uitslag                              |                                      |
| ---------- | ------------------------------------ | ------------------------------------ | ------------------------------------ | ------------------------------------ | ------------------------------------ | ------------------------------------ | ------------------------------------ | ------------------------------------ |
| 2019-03-11 | Abierto Zapopan                      | Challenger                           | 125.000                              | hardcourt, buiten                    | Veronika Koedermetova                | Marie Bouzková                       | 6-2, 6-0                             | details                              |
| 2020       | geen toernooi, wegens coronapandemie | geen toernooi, wegens coronapandemie | geen toernooi, wegens coronapandemie | geen toernooi, wegens coronapandemie | geen toernooi, wegens coronapandemie | geen toernooi, wegens coronapandemie | geen toernooi, wegens coronapandemie | geen toernooi, wegens coronapandemie |
| 2021-03-08 | Abierto Zapopan                      | WTA 250                              | 235.238                              | hardcourt, buiten                    | Sara Sorribes Tormo                  | Eugenie Bouchard                     | 6-2, 7-5                             | details                              |
| 2022-02-21 | Abierto Zapopan                      | WTA 250                              | 239.477                              | hardcourt, buiten                    | Sloane Stephens                      | Marie Bouzková                       | 7-5, 1-6, 6-2                        | details                              |
| 2022-10-17 | Guadalajara Open Akron               | WTA 1000                             | 2.527.250                            | hardcourt, buiten                    | Jessica Pegula                       | Maria Sakkari                        | 6-2, 6-3                             | details                              |
| 2023-09-17 | Guadalajara Open Akron               | WTA 1000                             | 2.788.468                            | hardcourt, buiten                    | Maria Sakkari                        | Caroline Dolehide                    | 7-5, 6-3                             | details                              |
| 2024-09-02 | Guadalajara 125 Open                 | WTA 125                              | 115.000                              | hardcourt, buiten                    | Kamilla Rachimova                    | Tatjana Maria                        | 6-3, 6-7, 6-3                        | details                              |
| 2024-09-09 | Guadalajara Open Akron               | WTA 500                              | 922.573                              | hardcourt, buiten                    | Magdalena Fręch                      | Olivia Gadecki                       | 7-6, 6-4                             | details                              |

### Dubbelspel
| Datum      | Naam                                 | Cat.                                 | ($)                                  | Ondergrond                           | Winnaressen                          | Verliezend finalistes                 | Uitslag                              |                                      |
| ---------- | ------------------------------------ | ------------------------------------ | ------------------------------------ | ------------------------------------ | ------------------------------------ | ------------------------------------- | ------------------------------------ | ------------------------------------ |
| 2019-03-11 | Abierto Zapopan                      | Challenger                           | 125.000                              | hardcourt, buiten                    | Maria Sanchez Fanny Stollár          | Cornelia Lister Renata Voráčová       | 7-5, 6-1                             | details                              |
| 2020       | geen toernooi, wegens coronapandemie | geen toernooi, wegens coronapandemie | geen toernooi, wegens coronapandemie | geen toernooi, wegens coronapandemie | geen toernooi, wegens coronapandemie | geen toernooi, wegens coronapandemie  | geen toernooi, wegens coronapandemie | geen toernooi, wegens coronapandemie |
| 2021-03-08 | Abierto Zapopan                      | WTA 250                              | 235.238                              | hardcourt, buiten                    | Ellen Perez Astra Sharma             | Desirae Krawczyk Giuliana Olmos       | 6-4, 6-4                             | details                              |
| 2022-02-21 | Abierto Zapopan                      | WTA 250                              | 239.477                              | hardcourt, buiten                    | Kaitlyn Christian Lidzija Marozava   | Wang Xinyu Zhu Lin                    | 7-5, 6-3                             | details                              |
| 2022-10-17 | Guadalajara Open Akron               | WTA 1000                             | 2.527.250                            | hardcourt, buiten                    | Storm Sanders Luisa Stefani          | Anna Danilina Beatriz Haddad Maia     | 7-6, 6-7, [10-8]                     | details                              |
| 2023-09-17 | Guadalajara Open Akron               | WTA 1000                             | 2.788.468                            | hardcourt, buiten                    | Storm Hunter Elise Mertens           | Gabriela Dabrowski Erin Routliffe     | 3-6, 6-2, [10-4]                     | details                              |
| 2024-09-02 | Guadalajara 125 Open                 | WTA 125                              | 115.000                              | hardcourt, buiten                    | Katarzyna Piter Fanny Stollár        | Angelica Moratelli Sabrina Santamaria | 6-4, 7-5                             | details                              |
| 2024-09-09 | Guadalajara Open Akron               | WTA 500                              | 922.573                              | hardcourt, buiten                    | Anna Danilina Irina Chromatsjova     | Oksana Kalasjnikova Kamilla Rachimova | 2-6, 7-5, [10-7]                     | details                              |